# Singapore River

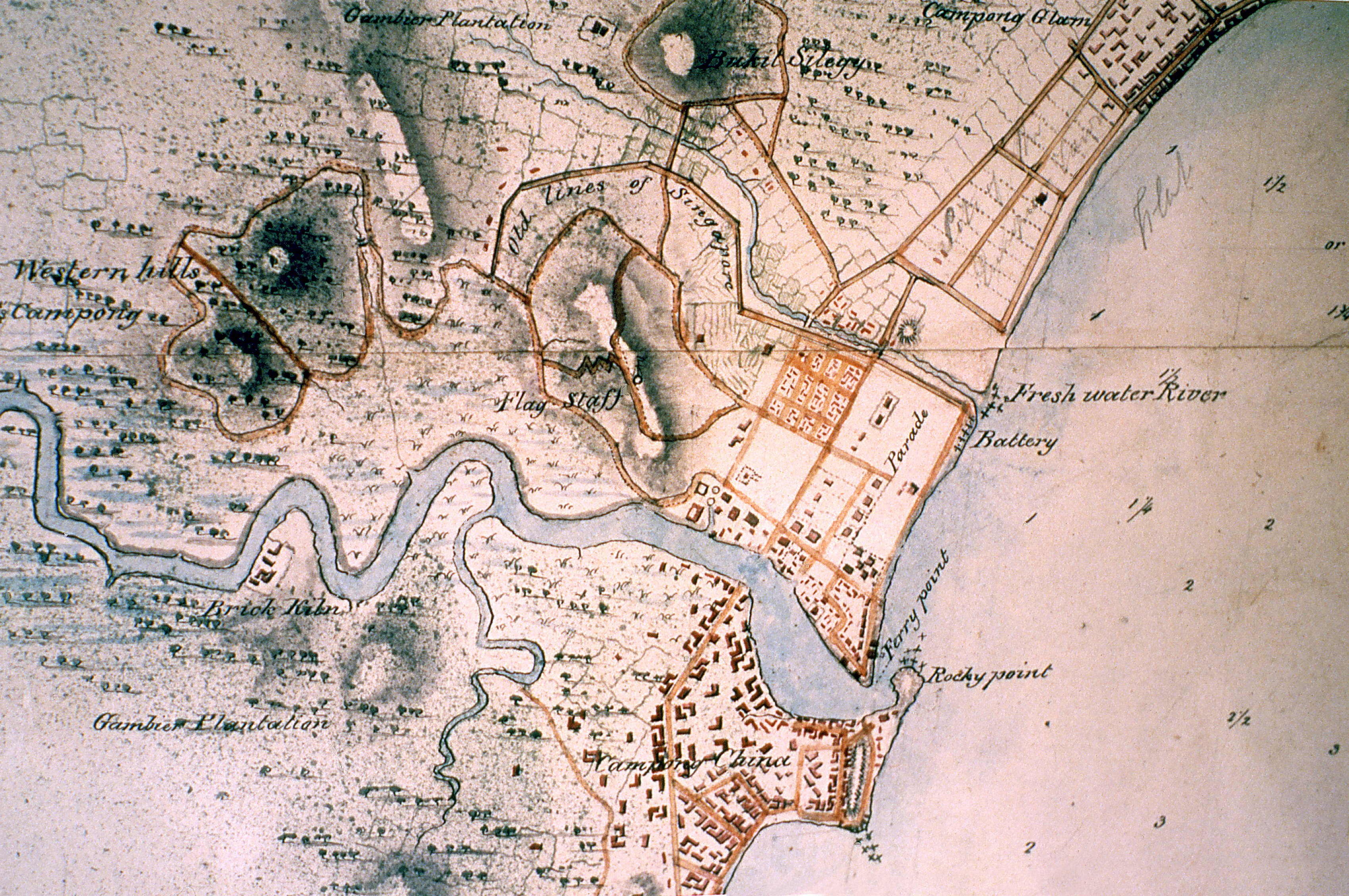
Kaart met Singapore River (1825)

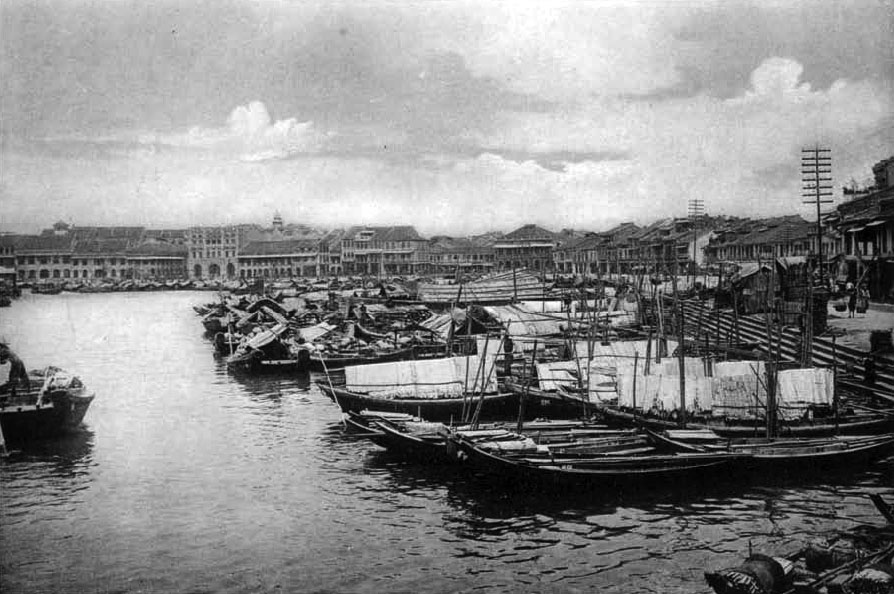
Schepen op de rivier (circa 1900)

De Singapore River (Nederlands: Singaporerivier of Singapore) is een rivier in Singapore. De Singapore River stroomt van het Centraal Gebied dat ligt in de Centrale Regio in het zuidelijke deel van Singapore voordat hij uitmondt in de Straat van Singapore. De rivier is ook een toeristische attractie met veel bars, cafés en restaurants langs de rivieroevers.
Het is een korte rivier met een lengte van iets meer dan drie kilometer. Bij de monding lag een kleine vissersplaats genaamd Temasek, maar omstreeks 1299 werd de plaatsnaam gewijzigd in Singapura. Bij de aankomst van Thomas Raffles in 1819 leefden er zo’n 1000 personen veelal op boten. Raffles was gekomen om een handelspost voor de Britse Oost-Indische Compagnie op te zetten.
Langs de oevers van de rivier kwamen loodsen en kades om de schepen te laden en te lossen. In 1829 kwam Fort Fullerton gereed aan de monding van de rivier. Het fort had als taak de haven te beschermen tegen aanvallen van over zee. Rond 1840 waren langs de rivier alle havengerelateerde activiteiten geconcentreerd en de plaats telde zo’n 11.000 inwoners. Het rivierwater raakte sterk vervuild door het rioolwater en de industriële activiteiten. Het bleef een belangrijke rol spelen voor de scheepvaart al nam het gebruik af vanaf 1860 door congestie en de introductie van grotere zeeschepen. Omstreeks 1970 verdwenen hier de havenactiviteiten en het hele gebied werd opgeknapt. De kade werd hersteld en oude loodsen werden gerestaureerd of gesloopt om plaats te maken voor moderne gebouwen.
De eerste brug over de rivier was de Presentment Bridge en deze kwam in 1822 gereed. De bruggen over de Singapore River zijn: Alakaff Bridge, Anderson Bridge, Cavenagh Bridge, Clemenceau Bridge, Coleman Bridge, Elgin Bridge, Esplanade Bridge, Jiak Kim Bridge, Kim Seng Bridge, Ord Bridge, Pulau Saigon Bridge, Read Bridge en Robertson Bridge.

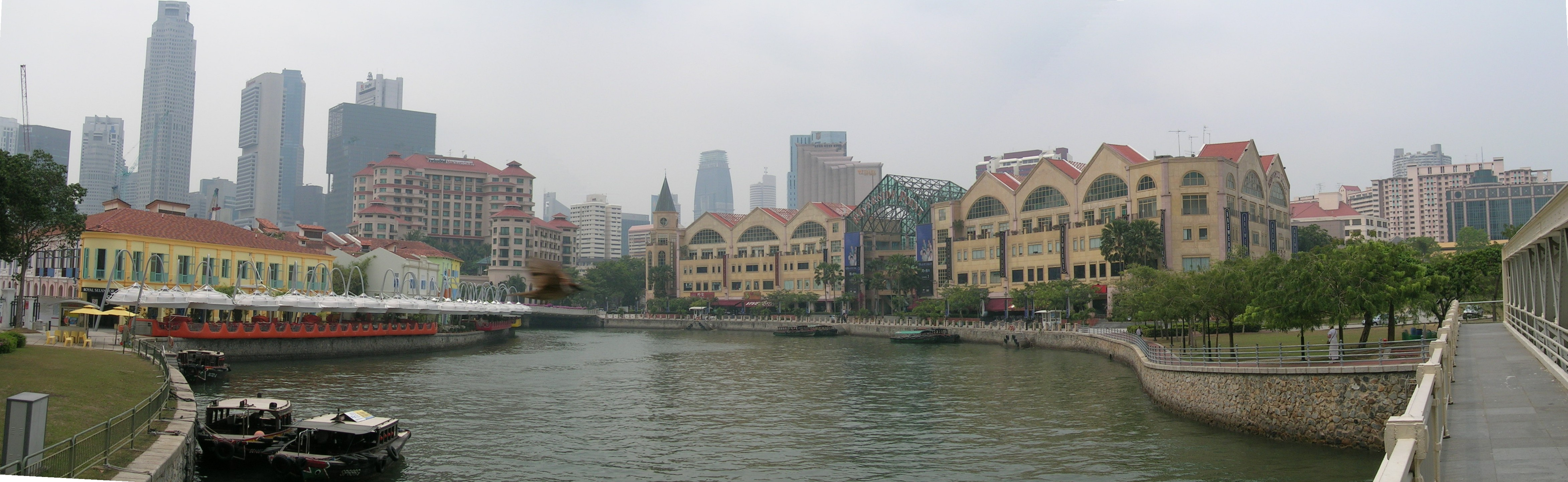

- Library of Congress Control Number: sh85122821
- Nationale Bibliotheek van Israël: 987007546151305171
- Virtual International Authority File: 315526754